# Santa Eulalia Bajera
Santa Eulalia Bajera – gmina w Hiszpanii, w prowincji La Rioja, w La Rioja, o powierzchni 8,43 km². W 2011 roku gmina liczyła 121 mieszkańców.